# Son (muzyka)

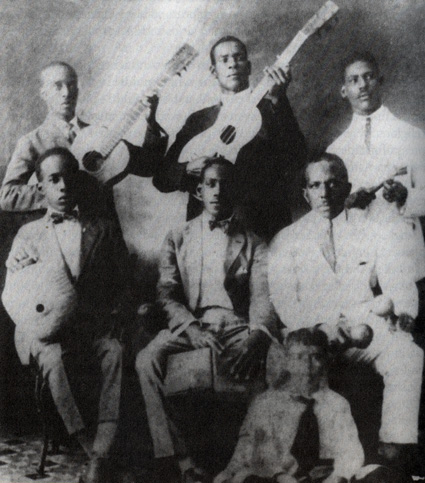
Sexteto Habanero (1920)

Son – latynoamerykański gatunek muzyczny.
Muzyka son narodziła się na wyspie Hispaniola w XVI w. z połączenia muzyki hiszpańskiej z afrykańskimi rytmami plemion Bantu i Arara. Najstarszym znanym utworem tego gatunku jest Son de la Má Teodora powstały ok. 1570 w Santiago de Cuba. Największą popularność muzyka son zyskała w drugiej połowie XIX w. w kubańskiej prowincji Oriente.
Współcześni artyści śpiewający son to między innymi Buena Vista Social Club, Compay Segundo i Ibrahim Ferrer.